# Het mysterie van de Bambochal
Het mysterie van de Bambochal (Le mystère du Bambochal) is een stripverhaal van Willy Maltaite (Will) dat werd uitgegeven als album in 1950. De vertaling in het Nederlands door Antoine Ryckman kwam uit in 2009 en werd uitgegeven door Brabant Strip in de collectie Fenix.
Het verhaal is het eerste dat Will eind jaren 1940 instuurde voor weekblad Spirou (Robbedoes), maar het werd geweigerd door uitgever Charles Dupuis, voor wie hij via persagentschap World Press al illustraties aanleverde in de tijdschriften Bonnes Soirées en Le Moustique. De teleurgestelde Will gaf het daarop later uit in eigen beheer met een oplage van circa 15.000 zwart-witexemplaren onder de noemer van uitgeverij "Ménestrel", geholpen door een neef die drukker was. Hij weet ze te slijten via met eigen middelen en met hulp van publiciteit in katholieke media. Will zelf was intussen toch aangeworven voor Spirou, als nieuwe tekenaar van Baard en Kale.
Volgens André Franquin begon Will aan het verhaal toen hij nog samen met hemzelf en Morris bij hun leermeester Jijé verbleven. Samen, later nog met Louis Haché en Albert Weinberg, werkten ze aan het scenario.
In het Frans werd het album niet heruitgegeven, op een piratenversie in 2016 na.